# キャンパス・コンソーシアム函館
キャンパス・コンソーシアム函館（キャンパス・コンソーシアムはこだて、En: Campus Consortium Hakodate）は、北海道函館市に拠点を置く、市内の高等教育機関の円滑な連携を図る目的で2006年に設置された団体。

## 概要
引用：
函館市内の高等教育機関・函館商工会議所・同市が連携し、「函館」という街全体をキャンパスと想定した「キャンパス都市・函館」の確立を目指す。
2004年2月、地域高等教育機関学長等懇談会において、「各校の連携を強めることで、『函館圏大学群』を形成できる」との提言があった。これを受けて、同年8月、函館市内の高等教育機関と同市で構成する大学センター設置検討会議を設置し、その連携の在り方について、協議の結果、試験的に連携事業を実施することにした。
その成果を踏まえ、2006年2月に「函館市高等教育機関推進協議会」として設立。その後、2008年4月に「キャンパス・コンソーシアム函館」に名称を変更し、今に至る。

## 加盟団体
引用：

### 高等教育機関
- 公立はこだて未来大学
- 函館大谷短期大学
- 函館工業高等専門学校
- 函館大学
- 函館短期大学
- 北海道教育大学函館校
- 北海道大学函館キャンパス
- ロシア極東連邦総合大学函館校

### その他
- 函館商工会議所
- 函館市